# Николово (Монтанская область)
Николово (болг. Николово) — село в Болгарии. Находится в Монтанской области, входит в общину Монтана. Население составляет 428 человек.

## Политическая ситуация
В местном кметстве Николово, в состав которого входит Николово, должность кмета (старосты) исполняет Димитр Стоянов Стоянов (Болгарская социалистическая партия (БСП)) по результатам выборов правления кметства.
Кмет (мэр) общины Монтана — Златко Софрониев Живков (независимый) по результатам выборов в правление общины.